# Lopud (wyspa)
Lopud (gr. Delaphodia, łac. Lafota), wyspa na Adriatyku, wchodząca w skład archipelagu Elafickiego, leżąca 14 km na północny zachód od Dubrownika. Jej długość wynosi 4,5 km; szerokość do 2 km; powierzchnia 4,377 km² a długość linii brzegowej 14,63 km. Najwyższe wzniesienie na wyspie to Polacica (216 m n.p.m.). Jedyna miejscowość na wyspie to miasto o tej samej nazwie, położone nad zatoką, również noszącą tę samą nazwę. Ważniejsze zabytki na wyspie to ufortyfikowany klasztor Franciszkanów z 1483, opuszczony od 1808, kościółek sv. Trojce (św. Trójcy) z XVI w., klasztor Dominikanów z 1482, kościół Gospe od Šunja z XII w. oraz ruiny: romańskiego (lub jeszcze starszego) kościoła sv. Ilije i gotyckiego zamku książęcego w okolicach klasztoru Dominikanów. W pobliżu wyspy, na głębokości 23 m znajduje się chroniony wrak statku handlowego z XVII w.